# Lisandro Alonso
Lisandro Alonso (ur. 2 czerwca 1975 w Buenos Aires) – argentyński reżyser, scenarzysta, montażysta i producent filmowy.

## Życiorys
Urodził się w Buenos Aires, gdzie uczył się i podjął studia na Universidad del Ciné. Pierwszy film krótkometrażowy Dos en la vereda zrealizował w 1995 razem z Catriel Vildosolą według własnego scenariusza. Potem pracował jako asystent reżysera przy kilku filmach fabularnych.
W kinie fabularnym zadebiutował obrazem La libertad (2001). Film zdobył Nagrodę FIPRESCI na Oslo Films from the South Festival, a także Wyróżnienie Specjalne FIPRESCI i KNF Award w Rotterdamie.
Kolejny film Alonso, Los Muertos (2004), wyróżniono Nagrodą Krytyki FIPRESCI na Lima Latin American Film Festival i nagrodą czytelników pisma Standard na Viennale w Austrii. Film zdobył też nagrodę główną w Turynie.
Trzeci film, Fantasma, miał premierę w 2005. Czwartym filmem Alonso był Liverpool (2008).
Zasiadał w jury sekcji „Un Certain Regard” na 72. MFF w Cannes (2019) oraz w jury sekcji „Spotkania” na 74. MFF w Berlinie (2024).

## Filmografia

### Jako reżyser
- 2001 La libertad
- 2004 Los Muertos
- 2006 Fantasma
- 2008 Liverpool
- 2011 Sin título (Carta para Serra)
- 2014 Jauja